# Dorceus fastuosus
Dorceus fastuosus är en spindelart som beskrevs av Carl Ludwig Koch 1846. Dorceus fastuosus ingår i släktet Dorceus och familjen sammetsspindlar. Inga underarter finns listade i Catalogue of Life.